# Schloss Vitzenburg

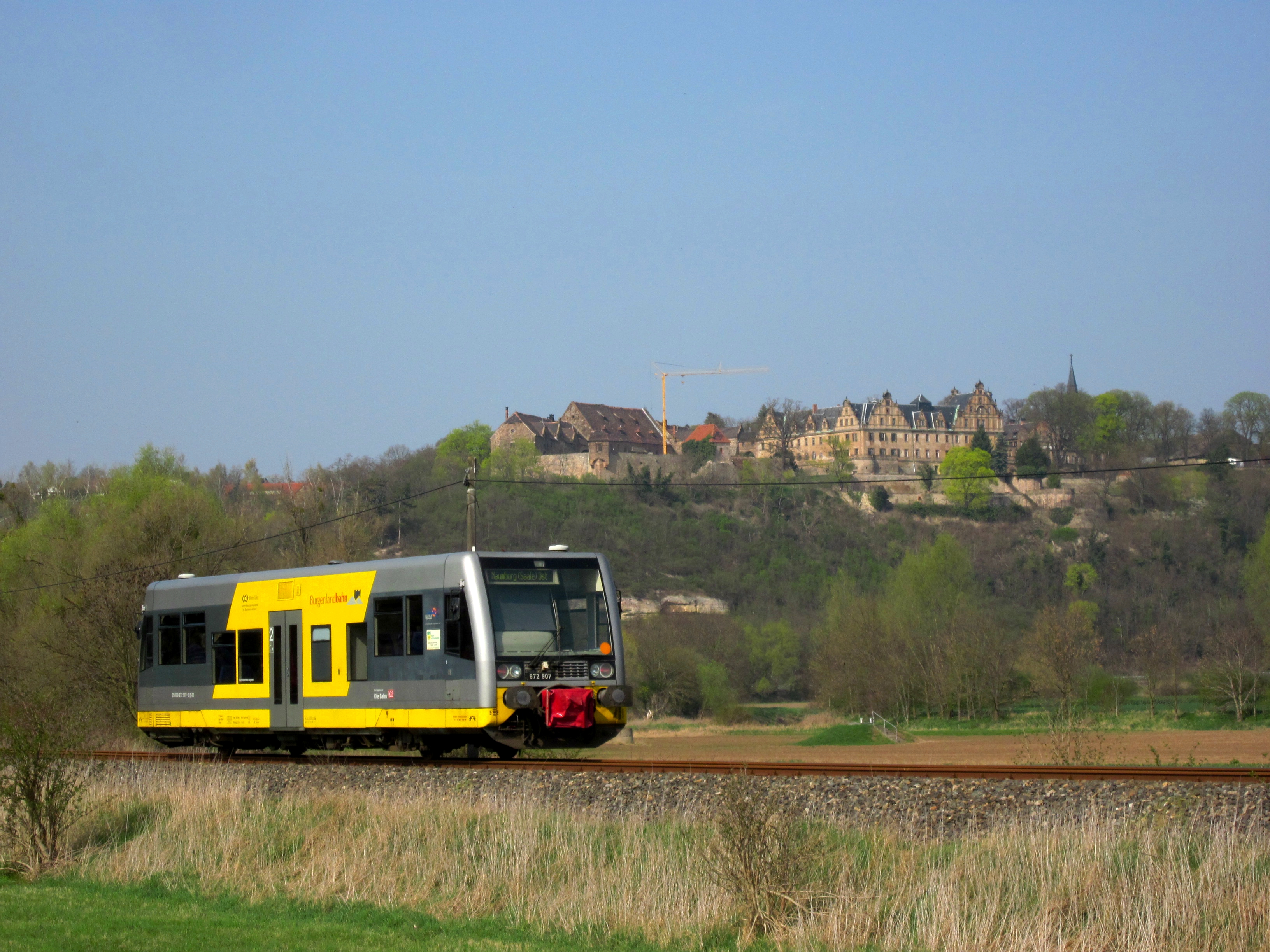
Schloss Vitzenburg über dem Unstruttal

Schloss Vitzenburg ist ein Renaissance- und Neorenaissanceschloss an der Unstrut im gleichnamigen Ortsteil der Stadt Querfurt im Saalekreis in Sachsen-Anhalt, das auf eine wohl im 9. Jahrhundert gegründete Burg zurückgeht.

## Beschreibung der Lage und Baugestalt

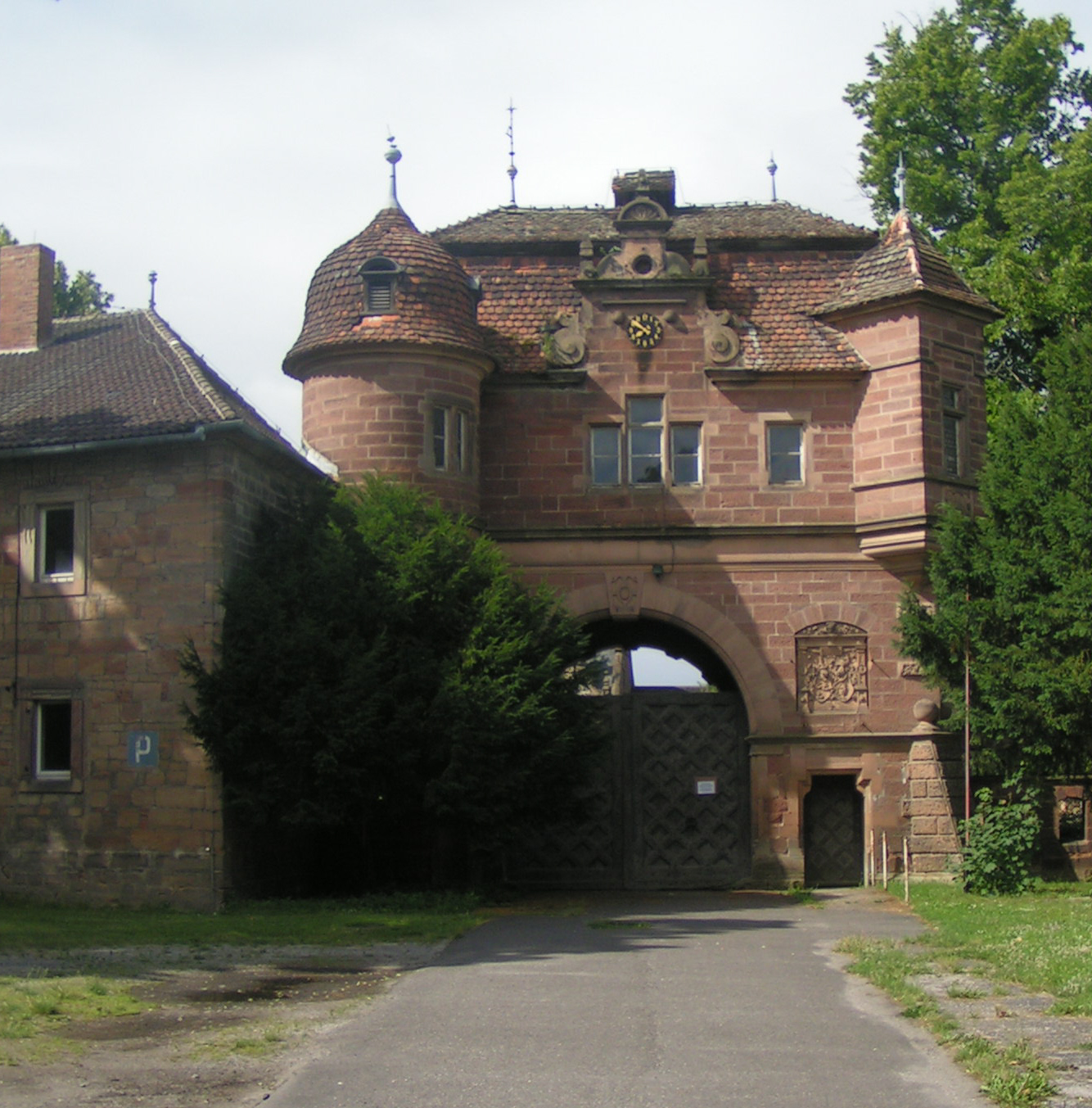
Eingangstor zum Schloss Vitzenburg

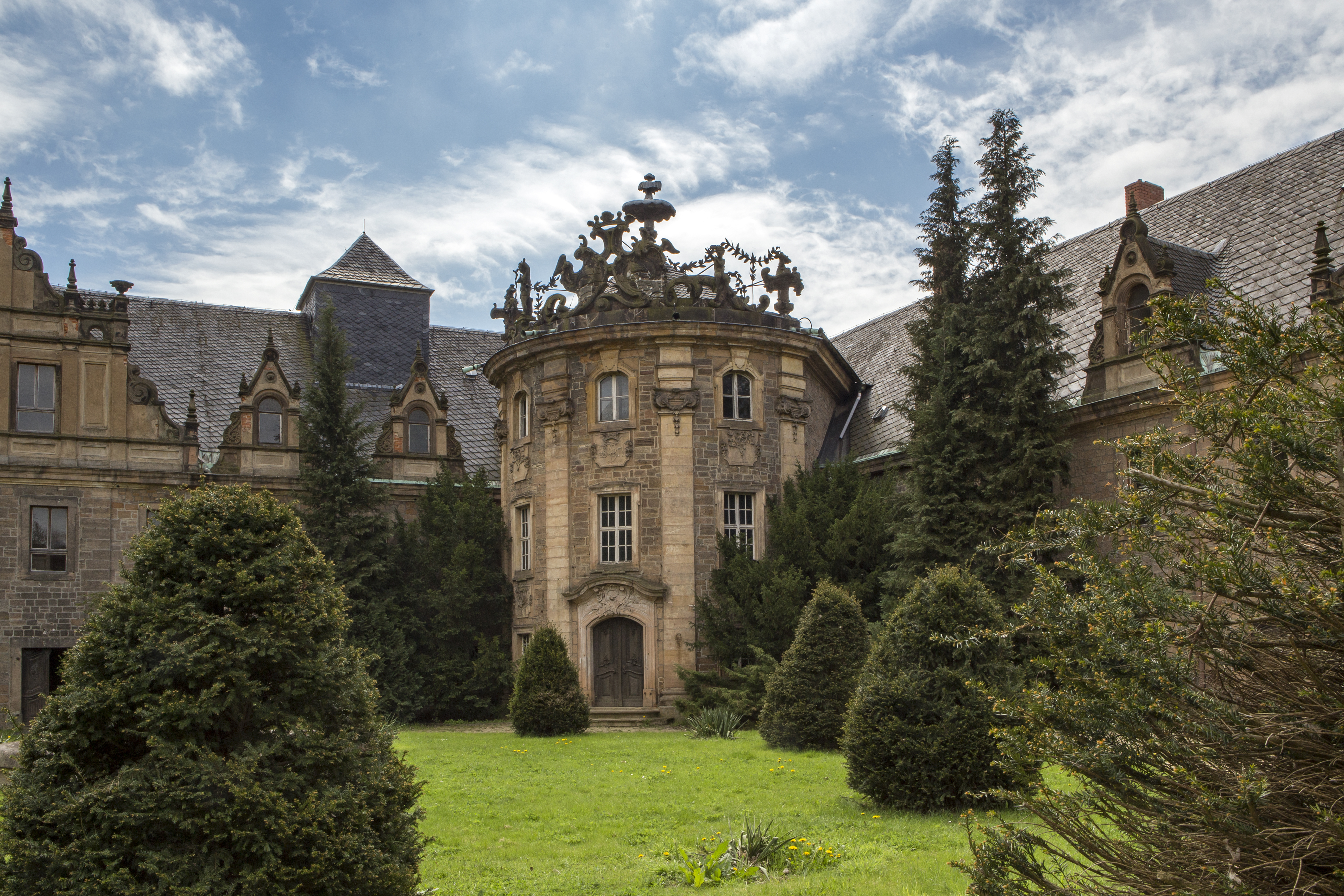
Schlosshof

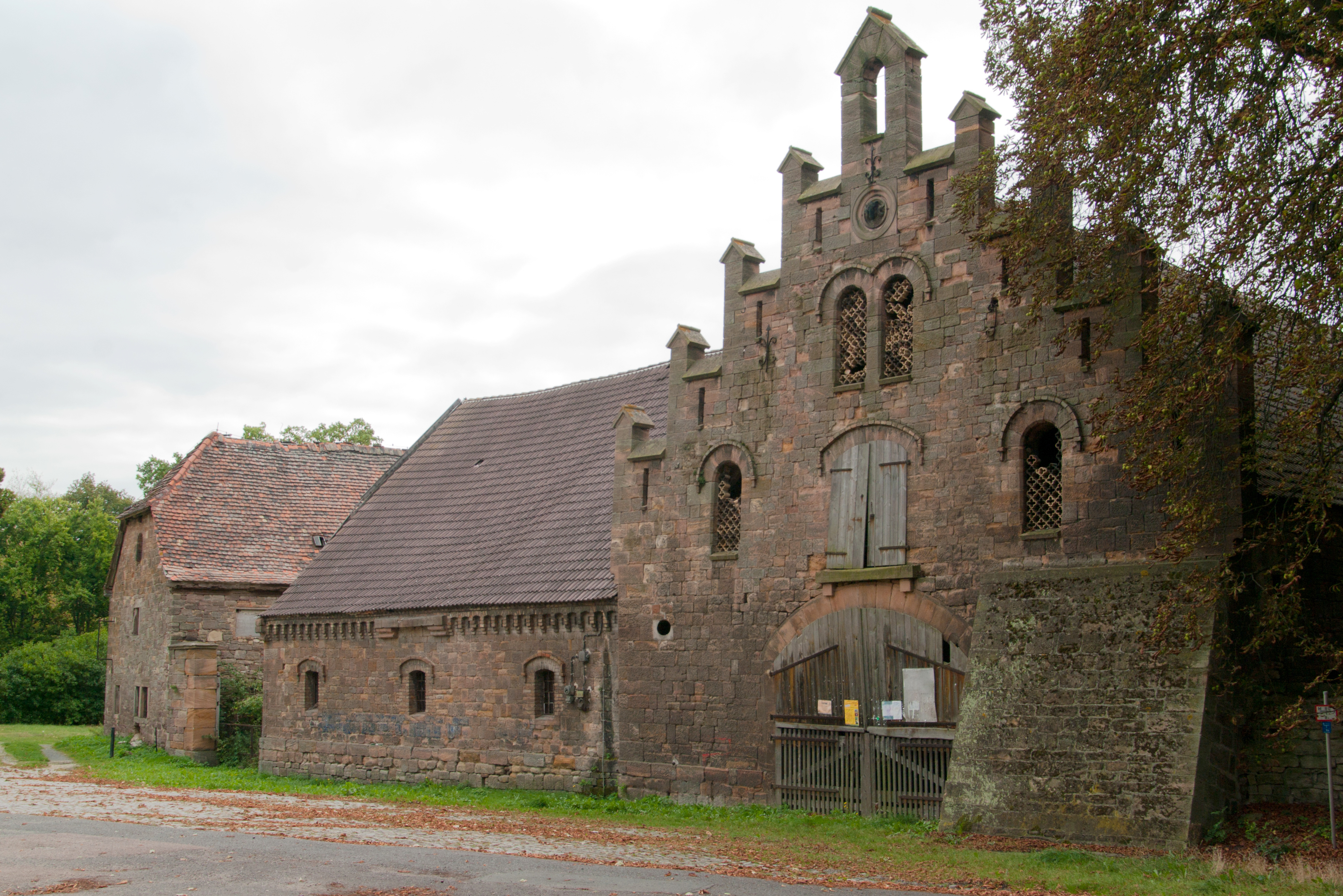
Detail des Schlosses (2012)

Die Anlage liegt auf einem nach Westen vorspringenden Bergsporn über der Unstrut südwestlich des Dorfes. Nördlich unterhalb der ehemaligen Hauptburg an der Stelle des heutigen Schloss befindet sich eine Terrasse, die der Rest eines alten Umfassungsgrabens sein könnte.

## Geschichte und Baugeschichte

### Die Anfänge der Burg in karolingischer und ottonischer Zeit
In dem zwischen 881 und 899 entstandenen Zehntverzeichnis des Klosters Hersfeld werden sowohl der zehntpflichtige Ort als auch die Vizenburg selbst im Friesenfeld erstmals urkundlich erwähnt. 979 wurde das castellum Uitzanburch zusammen mit den anderen bereits im Hersfelder Zehntverzeichnis (außer der Seeburg) in einer in der Pfalz Allstedt ausgestellten Urkunde Kaiser Ottos II. erneut genannt, als der Kaiser den hier erhobenen Zehnten im Friesenfeld und Hassegau dem wenige Jahre zuvor gegründeten Kloster Memleben übertrug. Zur Größe und Gestalt dieser frühen Burg ist jedoch nichts bekannt, da Baubefunde aus dem frühen Mittelalter oberirdisch nicht erhalten sind, moderne archäologische Ausgrabungen noch ausstehen und archäologische Funde aus dem späten 19. und frühen 20. Jahrhundert verschollen sind.

### Die Gründung eines Nonnenklosters im Jahr 991
Vor 991 gründeten der Edle Brun, der wohl dem Personenverband der Billinge zugewiesen werden kann und seine Frau Adilint ein Frauenkloster, das das Patrozinium St. Maria und Dionysius trug. Vermutlich standen raumbezogene Überlegungen des Familienverbandes der Billinge bei der Gründung im Vordergrund, zumal Graf Billing bereits 962/63 im nahegelegenen Bibra ein Benediktinerkloster gestiftet hatte.
Der reformatorische Theologe Cyriakus Spangenberg gab in seiner 1590 veröffentlichten Querfurtischen Chronica an, das Nonnenkloster in Vitzenburg sei bereits 626 in der Regierungszeit des Merowingerkönigs Dagoberts I. in einer fränkischen Burg gegründet worden. Diese Annahme, die mit der noch bis ins 20. Jahrhundert nahezu einhellig vertretenen Lokalisierung des Zentrums des Thüringerreiches an der Unstrut um Burgscheidungen zusammenhängt, ist zweifellos eine gelehrte Erfindung des 16. Jahrhunderts, für die es keinerlei Beleg gibt. Eine merowingerzeitliche Klostergründung in diesem Raum kann ausgeschlossen werden.
In einer wiederum in der Pfalz Allstedt am 19. Januar 991 ausgestellten Urkunde bestätigte der zehnjährige König Otto III. auf Wunsch seiner Mutter Theophanu und auf Intervention des Herzogs Bernhard und des Grafen Egbert das Kloster, nahm es in seinen Schutz, traf Verfügungen über die Einsetzung von Äbtissin und Vogt in der Zukunft und verlieh dem Kloster die Immunität. Es wurde damit in den Kreis der Reichsabteien aufgenommen. Das Nonnenkloster lag innerhalb der Burg, die weiterhin Bestand hatte.

### Burg und Kloster unter Wiprecht von Groitzsch
Für über 100 Jahre schweigen nun die schriftlichen Quellen. Den Pegauer Annalen zufolge soll der vornehme und reiche Vizo de Vizemburch noch kurz vor seinem Tode seine Güter einschließlich von Burg und Kloster an seinen Verwandten Wiprecht von Groitzsch übertragen haben. Wiprechts Mutter Sigena von Leinungen, die bereits zum zweiten Mal Witwe geworden war, zog sich in das Kloster zurück und wurde nach ihrem Tod am 24. Februar 1110 hier und nicht in der Familiengrablege im Kloster Pegau bestattet. Der Begräbnisplatz in Vitzenburg und die Tatsache, dass Wiprecht erblich in den Besitz dieser Eigenkirchenrechte gekommen ist, kann wohl als Hinweis gewertet werden, dass das Geschlecht, dem Sigena entstammte und als deren Vater ein Graf Goswin von Leinungen genannt wird, in einem Zusammenhang mit dem Kloster auf der Vitzenburg gestanden hatte. Laut den Annalen musste Wiprecht gegen den zunehmenden Sittenverfall der Klosterinsassinnen einschreiten, wobei besonders eine vornehme Verwandte Wiprechts, die als Nichte seines Stiefvaters Graf Friedrich von Burglengenfeld bezeichnet wird, für den Niedergang der Klosterdisziplin verantwortlich gewesen sein soll. Wiprecht soll daraufhin die Nonnen aus dem Kloster verwiesen und auf Anraten des Bischofs Otto von Bamberg, in der Nähe der Burg in Reinsdorf an der Unstrut ein neues Kloster gegründet, es mit Mönchen besetzt und ihm die Güter des Nonnenklosters überwiesen haben.
Tatsächlich wurde wahrscheinlich bereits 1112 das Vitzenburger Nonnen- in ein Mönchskloster umgewandelt. Nach einem gescheiterten Bündnis gegen den Kaiser Heinrich V. wurde Wiprecht 1113 auf der Reichsburg Trifels gefangengesetzt und musste alle Güter an Heinrich abtreten. 1118 wurde er freigelassen und erlangte auch seine konfiszierten Güter zurück.
Kaiser Heinrich V. überwies am 25. März 1121 die Abtei Vitzenburg an den Bamberger St.-Peter-Altar bzw. den Bamberger Bischof. Kurz darauf gründete Otto von Bamberg in Zusammenarbeit mit Wiprecht von Groitzsch in Reinsdorf ein Benediktinerkloster und ließ das Kloster auf der Burg Vitzenburg zu dessen Gunsten auflösen. Am 3. April 1123 nahm Papst Calixt II. das Kloster Reinsdorf, welches Wiprecht von Groitzsch auf Rat des Bischofs Otto von Bamberg erbaut und ihm die Güter des Klosters Vitzenburg überwiesen und der Kirche übertragen hatte, in seinen Schutz und bestätigt dessen Besitzungen.

### Die Burg im Besitz der Wettiner
Nach dem Tode Wiprechts gelangte die Burg in den Besitz der Wettiner. Ab den 1160er Jahren erscheinen eine Reihe von Edelfreien und Ministerialen, die sich nach der Burg benennen. In einer 1235 in Weißenfels ausgestellten Urkunde des Markgrafen Heinrich des Erlauchten werden unter den Zeugen Albert Knut und der Edle Meinher von Querfurt auf Vitzenburg genannt.
Im Weißenfelser Vertrag von 1249, mit dem mehrere thüringische Adlige den meißnischen Markgrafen Heinrich der Erlauchte als neuen Regenten der Landgrafschaft Thüringen anerkannten wurde festgelegt, dass alle in der Landgrafschaft gelegenen und neu aufgeführten Burgen zu zerstören seien. Unter diesen wird auch die Vitzenburg genannt. Der Umfang dieser Baumaßnahmen und die Gestalt der Burg am Ende des Hochmittelalters ist jedoch nicht bekannt.

### Vitzenburg unter den Edelherren von Querfurt und den Herren von Selmenitz
1255 zog Meinhard, Herr auf Vitzenburg, im Gefolge des Deutschen Ordens nach Preußen. Meinhard, aus dem Geschlecht der Edelherren von Querfurt, Sohn des Meinhardi de Vicenburc, wurde am 8. November in einer Leipziger Urkunde genannt. 1261 kehrte der Deutschordensritter Meinhard aus Preußen zurück, ordnete seine Angelegenheiten und übergab seinem Bruder Gebhard XI. die Vitzenburg, worauf er wieder nach Preußen zog. 1262 erhielten die Schenken von Saaleck und Nebra, eine Seitenlinie der Schenken von Vargula, die Burg Vitzenburg als landgräfliches thüringisches Afterlehen. Ab 1282 war Frater Meinherus de Querenvord Landkomtur des Deutschordens in Preußen und 1288 bis zu seinem Tode 1299 Landmeister von Preußen. Laut einer Urkunde aus dem April 1302 befand sich die Vitzenburg im Afterlehnsbesitz des Heinrich Schenk genannt von Vitzenburg.
Im Jahre 1316 erscheint Graf Burchard von Mansfeld mit seinen beiden Vettern, den Edlen Burchard dem Älteren und Burchard dem Jüngeren von Schraplau als Lehnsträger der Herrschaft Nebra. Die Lehnsherrschaft geht noch im selben Jahr an das Erzstift Magdeburg über. Gerhard, Edler Herr zu Querfurt, erwarb die Burg für seinen Sohn Bruno III. von dem hochverschuldetenen Rudolf Schenk von Vitzenburg. Bruno III. bezeichnete sich ab 1317 in verschiedenen Urkunden (bis 1338) als dominus castri Vitzenburg, als Herr der Burg Querfurt. 1323 wurde er vom Merseburger Bischof Gebhard von Schraplau-Querfurt mit der Vitzenburg und mit der bischöflichen Burg Lützen belehnt. 1329 wurde letztmals ein Dietrich Schenk von Vitzenburg erwähnt, welcher vermutlich das Burggrafenamt auf der Vitzenburg für die Edelherren von Querfurt als deren Vasall verwaltete.
Burchard von Querfurt wird 1330 urkundlich als Herr zu Nebra und Bewohner des dortigen Schlosses (morans in Nevere) bezeichnet. Im Jahr 1331 und am 19. November 1334 bekennt er, dass er Haus und Stadt Nebra mit allem Zubehör, namentlich dem Schloss Vyzzthenburch vom Magdeburger Erzbischof Otto von Hessen zu Lehen empfangen hat. Von 1341 bis 1353 erscheint in den Urkunden Gebhardt XVI. von Querfurt als dominus in Viscenburg. Ihm folgt von 1372 bis 1402 sein Sohn Bruno VI. als Herr auf Vitzenburg, dem wiederum dessen Bruder Protze (Broczo) in der Herrschaft nachfolgt. Nachdem Protze von Querfurt am 16. Juni 1426 in der Schlacht bei Aussig gefallen war, belehnte Landgraf Friedrich der Streitbare am 2. August seine beiden Söhne Hans und Bruno unter anderem mit dem halben Anteile an der Vitzenburg.
Bruno der Ältere verkaufte am 15. Mai 1464 das feste Schloss Vitzenburgk an Hans von Selmenitz. Allerdings behielten sich die Querfurter die Oberlehnschaft über die Vitzenburg vor. Im Mai 1467 wurde Ritter Hans II. von Selmenitz, Herr auf Vitzenburg, von den Edlen von Querfurt auch das Schloss und Amt Allstedt für vier Jahre als Besitz eingeräumt und übergeben.
1492 vernichtete ein Brand das Pfarrgehöft und die Vorburg. Einige Mauerzüge und wohl auch einige erhaltene Kellerräume dürften noch aus dem späten Mittelalter stammen, doch steht eine eingehendere bauhistorische und archäologische Untersuchung bislang noch aus.

### Erneuter Besitzerwechsel und Renaissanceumbau unter der Familie von Lichtenhayn
Aufgrund der wirtschaftlichen Missstände und der hohen Verschuldung mussten die Gebrüder Hans III. und Friedemann (III.) von Semnitz 1521 ihren Anteil an Vitzenburg für 3.000 Gulden an den Bruder ihrer Mutter, Joachim von Lichtenhayn, verkaufen. Am 11. März 1521 verkauften auch Bastian, Lorenz und Balthasar, Gebrüder von Selmenitz, ihren Anteil an der Burg, die mit ihren Gerichtsdörfern zur gesamten Hand an die Herren von Lichtenhayn überging.
Das im Bauernkrieg 1524–1526 schwer verwüstete Kloster Vitzenburg wurde im Zuge der Reformation 1540 endgültig aufgehoben.
Von 1574 bis 1587 ließen Nickel und Valten von Lichtenhayn die zum Teil abgebrannte Vorburg wieder auf- und umbauen. An diesen Umbau sollen ein Türbogen mit der Jahreszahl 1574 und eine überbaute Säulenhalle mit der Jahreszahl 1587 erinnern. Eine in Stein gehauene Inschriftentafel, die verschollen ist, soll das Wappen der Familie, ein weißes Kammrad im roten Felde, gezeigt haben. Im Vitzenburger Erb- und Zinsregister von 1577 ließ Nickel von Lichtenhayn akribisch den gesamten Grundbesitz, die Einkünfte aus dem Herrschaftsbereich und die Lehnsverhältnisse der Bauern aufzeichnen. Nach Nickels Tod im gleichen Jahr wurde sein Sohn Valten vom Kurfürst August von Sachsen mit der Vitzenburg belehnt. 1586/87 erfolgte unter Valten von Lichtenhayn der Umbau der Burg Vitzenburg zum zweiflügeligen Renaissanceschloss mit Treppenturm.

### Erweiterungen im Barock durch die Familie von Heßler
Valentin Dietrich auf Gleina und Friedrich Wilhelm auf Vitzenburg, Gleina, Zinna und Golmsdorff, Söhne des Nickel von Lichtenhayn, waren durch die Auswirkungen des Dreißigjährigen Krieges und die dadurch entstandene Schuldenlast genötigt, das Schloss Vitzenburg mit seinen Gerichtsdörfern gegen das Rittergut Uhlstedt sowie das Vorwerk Pleissern am 18. April 1649 gegen Barzahlung von 42.000 Gulden an den Obrist-Lieutenant Hans Heinrich II. von Heßler, Herr auf Burgheßler und Balgstedt, abzutreten. Hans Heinrich III. von Heßler, Herr auf Burgheßler, Balgstedt, Vitzenburg und Gößnitz, ließ 1665 vor dem Schloss in Vitzenburg ein Rittergut errichten.
1695 ließ Kriegskommissarius Georg Friedrich von Heßler den Nordflügel des Schlosses in barocken Formen erweitern. Um die Mitte des 18. Jh. wurde unter Leitung von Hofrat Friedrich Moritz von Heßler am nördlichen Flügel des Schlosses Vitzenburg die Rentei errichtet. An ihr befinden sich heute über der Tür und über zwei Fenstern zwei Wappenkartuschen mit Rocaille-förmigen Allianzwappen, derer von Heßler und der von Lindenau mit der Jahreszahl 1755, und des 1741 verstorbenen Geheimen Rates Johann Moritz von Heßler und der Henriette Margaretha von Zaschwitz ohne Jahresangabe. Von 1764 bis 1767 wurden das gesamte Schloss und das ehemalige Kloster unter Leitung des Landkammerrates Friedrich Moritz von Heßler im Barockstil umgebaut. In dieser Zeit entstand vermutlich auch der bis heute weithin sichtbare Teepavillon über den Weinhängen, mit seinem imposanten Deckengemälde, das eine antike Götterversammlung darstellt.

### Der Neorenaissance-Umbau unter den Grafen von der Schulenburg

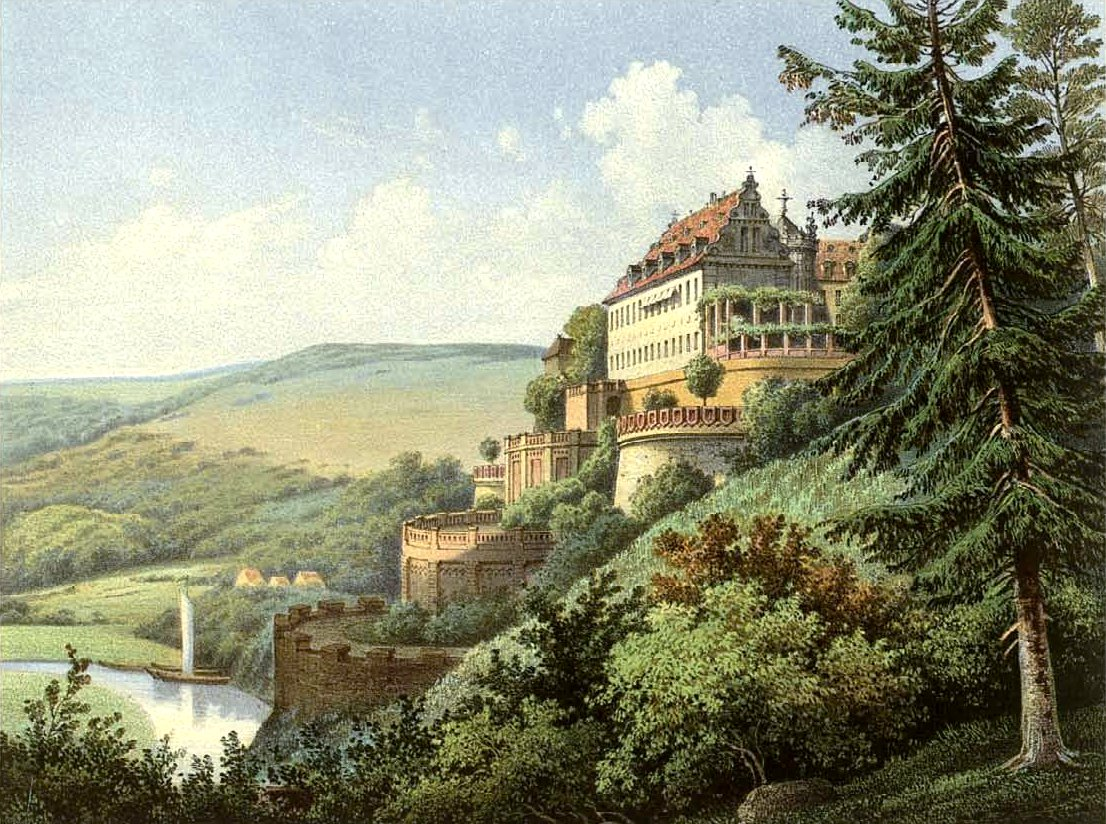
Schloss Vitzenburg um 1860, Sammlung Alexander Duncker

Am 12. April 1803 verstarb der kinderlose Landkammerrat Friedrich Moritz von Heßler auf Vitzenburg. Er vererbte dem sächsischen Kammerherrn und Amtshauptmann Graf Heinrich Moritz I. von der Schulenburg auf Baumersroda, dem zweiten Sohn seiner ältesten Schwester Gräfin Henriette Elisabeth von der Schulenburg, geb. Heßler, in seinem Testament vom 6. November 1801 das Schloss Vitzenburg.
Nach 1843 ließ Graf Heinrich Moritz II. das Schloss unter Wahrung der Grundform im Stil der Neorenaissance und des Neobarock umbauen und alle Türen, Fenster, Simse und Giebel erneuern, eine Reihe Wirtschaftsgebäude errichten und den Park verschönern. Nachdem Heinrich Moritz II. von der Schulenburg-Heßler auf Vitzenburg bei der prachtvollen Krönung Wilhelms I. zum König von Preußen in Königsberg am 18. Oktober 1861 die Würde eines Erbkämmerer in der Landgrafschaft Thüringen verliehen bekommen hatte, ließ er den Titel in sein gräfliches Wappen aufnehmen. Am Südflügel des Schlosses Vitzenburg befindet sich an der östlichen Seite sein Wappen, welches seine Titel und Besitzungen aufführt. Von 1880 bis 1884 führte der Architekt Max Wallenstein weitere Umarbeiten am Schloss durch. So wurde unter anderem das Eingangstor und die anschließenden Ringmauern mit ihren Bögen, Zinnen und Türmen neu errichtet. Graf Werner Christoph Daniel von der Schulenburg-Heßler ließ 1892 weitere neue Wirtschaftsgebäude bauen, die das Schulenburgische Stammwappen mit seinem Namen und der Datierung tragen.

### Das Schloss im 20. Jahrhundert
Mit dem Tod von Werner Christoph Daniel Graf von der Schulenburg-Heßler, Fideikommissherr auf Vitzenburg, am 17. Juni 1930 starb das Haus von der Schulenburg auf Vitzenburg in männlicher Linie aus. In seinem Testament von 1925 hatte er seine Tochter Auguste Marie Anna Freifrau von Münchhausen als Alleinerbin eingesetzt. Damit ging dem schulenburgischen Familienverband endgültig der Grundbesitz Vitzenburg verloren. 1934 wurde das Rittergut Vitzenburg unter Verwendung alter Bausubstanz wieder aufgebaut.
Nach dem Ende des Zweiten Weltkrieges blieb Augustes Ehemann Rembert Freiherr von Münchhausen, Herr auf Vitzenburg, Rittergutspächter in Klein Eichstädt und Oberschmon und preußischer Regierungs- und Landkammerrat a. D., auch nach dem Abzug der amerikanischen Besatzungstruppen weiterhin auf seinem Schloss. Er war der Meinung, während der NS-Zeit kein Unrecht begangen zu haben und sich auch wegen der Behandlung der sogenannten Fremdarbeiter auf seinen Gütern nichts vorwerfen lassen zu müssen. Durch die sowjetischen Besatzungstruppen wurde er verhaftet und in das Speziallager Nr. 2 in Buchenwald verbracht, wo er am 14. Juli 1947 starb.
Der Grundbesitz der Familie von Münchhausen auf Vitzenburg, Steinburg und Herrengosserstedt, der nach dem Erwerb von Anteilen in Spielberg, Pretitz und Zingst seit 1913 unverändert 2.719 ha umfasste, wurde enteignet und an Neubauern und Landarbeiter aufgeteilt. Die Güter wurden durch einen Treuhänder verwaltet. Auguste Freifrau von Münchhausen, geborene Gräfin von der Schulenburg-Heßler, Herrin auf Vitzenburg, Klein Eichstedt und Oberschmon verließ nach der Enteignung Vitzenburg und ging nach Westdeutschland.
Das Schloss wurde zum Schulgut umfunktioniert und hier ein Jugendheim eingerichtet. Einige Zeit diente es als Ausbildungsstätte für Lehrer, die später Lehrlinge in der Landwirtschaft unterrichten sollten. 1948 wurde die „Landwirtschaftsschule Vitzenburg mit angeschlossenem Provinzialschulgut“ gegründet. Nachdem die Fachschule für Landwirtschaft von Vitzenburg nach Naumburg umgezogen war, wurde das Schloss zum Fachkrankenhaus für Kinder- und Jugendpsychiatrie umgebaut und am 11. Dezember 1969 feierlich übergeben.

## Heutige Nutzung
1996 wurde das psychiatrische Fachkrankenhaus verlegt bzw. geschlossen und stand danach leer. Noch im selben Jahr kaufte es ein Architekt von der Treuhandanstalt für eine Deutsche Mark, allerdings mit der Auflage, innerhalb von zehn Jahren zehn Millionen DM zu investieren. Während der Park, die Außenanlagen und Weinberge durch Arbeitsbeschaffungsmaßnahmen wiederhergerichtet und zugänglich gemacht wurden, konnte der Investor für das Schloss zwar die nötigen Erhaltungs- und Pflegeleistungen größtenteils in Eigenleistungen erbringen, jedoch keine Nutzung finden, so dass es weiterhin leer stand.
Wegen Insolvenz wurde das Schloss Ende Juni 2004 für 395.000 Euro zwangsversteigert. Die etwa 2,5 Hektar großen Weinberge, die zu den ältesten Rebgärten der Region gehören, sowie der Schlosspark blieben im Besitz des Architekten und wurden durch einen Zwangsverwalter bewirtschaftet. Der Weinberg mit seinem Pavillon wurde 2016 von der Familie von Münchhausen (Vahlberger Linie) zurückgekauft, die bereits 2001 einen Teil des früheren Gutsbesitzes, 530 Hektar Wald im Ziegelrodaer Forst, zurückerworben hatte. Mit Hilfe vom Land Sachsen-Anhalt, der EU, der Deutschen Stiftung Denkmalschutz und Spenden wurden insgesamt rund 290.000 Euro in die Restaurierung investiert.

### Kulisse für Bibi & Tina
Im Jahr 2013 war das Schloss Drehort für den Film Bibi & Tina. Regisseur Detlev Buck wählte es als Kulisse für das fiktive Schloss Falkenstein aus. Auch in den Fortsetzungen Bibi & Tina: Voll verhext! (2014), Bibi & Tina: Mädchen gegen Jungs (2016) und Bibi & Tina: Tohuwabohu Total (2017) wurde auf Schloss Vitzenburg gedreht.